# Michael Schmidt-Neke
Michael Schmidt-Neke (* 5. Juli 1956 in Baden-Baden) ist ein deutscher Historiker und Albanologe.

## Leben
Schmidt-Neke legte 1975 das Abitur am humanistischen Gymnasium Hohenbaden Baden-Baden ab und besuchte Albanien im Juni 1975 zum ersten Mal. Danach studierte er an der Universität Freiburg Geschichte und alte Sprachen und lernte im Selbststudium Albanisch. Betreuer seiner Dissertation Entstehung und Ausbau der Königsdiktatur in Albanien (1912–1939), mit der er 1985 promoviert wurde, war Gottfried Schramm.
Um 1980 nahm er zweimal an internationalen Seminaren der Universität Pristina teil. Mit Unterstützung des Instituts für Sprachen an der Universität Bonn gelang es ihm, Kontakt zur Albanischen Akademie der Wissenschaften aufzubauen. Eine Einladung des damaligen Präsidenten der Akademie, Aleks Buda, ermöglichte ihm den Zugang zu Quellen in albanischen Bibliotheken, auf deren Grundlage er seine Dissertation verfassen konnte.
Schmidt-Neke arbeitete von 1988 bis 1993 als wissenschaftlicher Redakteur bei dem von Klaus-Detlev Grothusen an der Universität Hamburg als Langzeitprojekt geleiteten Südosteuropa-Handbuch mit, bei dem er die Bände über Bulgarien und Albanien betreute und besonders zu dem Albanien-Band mehrere Kapitel zum politischen und sozialen System des Landes beisteuerte.
Von 1995 bis 2022 arbeitete er als Referent für Bildung, Wissenschaft und Kultur bei der Landtagsfraktion der SPD in Kiel.
Er war von 1990 bis 1993 Vorsitzender und von 1999 bis 2017 stellvertretender Vorsitzender der Deutsch-Albanischen Freundschaftsgesellschaft (DAFG) sowie Redaktionsmitglied der von der DAFG herausgegebenen Zeitschrift Albanische Hefte, die nach der 2021 erfolgten Auflösung der DAFG künftig in veränderter Trägerschaft erscheinen wird.

## Veröffentlichungen (Auswahl)
- Entstehung und Ausbau der Königsdiktatur in Albanien (1912–1939). Oldenbourg, München 1987, ISBN 3-486-54321-0 (= Südosteuropäische Arbeiten, 84).
- Geschichtliche Grundlagen, Innenpolitik, Politisches System, (gemeinsam mit Örjan Sjöberg) Bevölkerungsstruktur. Bibliographie. In: Südosteuropa-Handbuch. Band VII: Albanien. Hrsg. von Klaus-Detlev Grothusen. Göttingen 1993, S. 26–56, 57–85, 169–242, 464–490, 778–808.
- Von Arnauten und Skipetaren: Albanien und die Albaner bei Karl May. In: Jahrbuch der Karl-May-Gesellschaft 24, 1994, S. 247–284.
- Albanien – ein sicherer Zufluchtsort?. In: Wolfgang Benz, Juliane Wetzel (Hrsg.): Solidarität und Hilfe für Juden während der NS-Zeit. Band III: Regionalstudien 3. Berlin 1999, S. 247–270 (neu veröffentlicht in: Johanna Jutta Neumann: Umweg über Albanien. Ein persönlicher Bericht. Bochum 2003).
- Die Verfassung der Republik Albanien vom 28. November 1998. In: Jahrbuch für Ostrecht 40, 1999, 2, S. 267–281 (Darstellung); S. 345–379 (Übersetzung).
- Johann Adolf Erdmann Schmidts albanisches Wörterverzeichnis. In: Südostforschungen 58, 1999, S. 103–117.
- Der Kanun der albanischen Berge. Hintergrund der nordalbanischen Lebensweise. In: Robert Elsie (Hrsg.): Der Kanun. Das albanische Gewohnheitsrecht nach dem sogenannten Kanun des Lekë Dukagjini, kodifiziert von Shtjefën Gjeçovi. Prishtina 2001, S. 11–34.
- Albanien. In: Hans Döbert, Wolfgang Hörner, Botho von Kopp, Lutz R. Reuter (Hrsg.): Die Bildungssysteme Europas. Baltmannsweiler 2010, S. 33–49.
- Mit Skipetaren sprechen – Sprachführer für das Albanische bis 1945. In: Monica Genesin, Joachim Matzinger (Hrsg.): Albanologische und balkanologische Studien. Festschrift für Wilfried Fiedler. Hamburg 2005, S. 139–149.
- Pseudologia phantastica und Orientalismus. Albanien als imaginäre Bühne für Spiridion Gopčević, Karl May und Otto Witte. In: Jahrbuch der Karl-May-Gesellschaft 36, 2006, S. 151–183.
- Die Verfassungen Albaniens. Mit einem Anhang: Die Verfassung der Republik Kosova von 1990. Harrassowitz, Wiesbaden 2009.
- Zwischen Kaltem Krieg und Teleologie. Das kommunistische Albanien als Objekt der Zeitgeschichtsforschung. In: Oliver Jens Schmitt, Eva Anne Frantz (Hrsg.): Albanische Geschichte. Stand und Perspektiven der Forschung (= Südosteuropäische Arbeiten, 140). München 2009, S. 131–147.
- Das politische System Albaniens. In: Wolfgang Ismayr (Hrsg.): Die politischen Systeme Osteuropas. Wiesbaden 2010, S. 1007–1052.
- Skanderbegs Gefangene. Zur Debatte um den albanischen Nationalhelden. In: Südosteuropa 58, 2010, 2, S. 273–302.
- Albanien-Forschung im Schatten des Nationalsozialismus. In: Südostforschungen 72, 2013, S. 243–268.
- Über das Land der Skipetaren. Buchbesprechungen aus 25 Jahren. Centre for Albanian Studies, London 2015 (= Albanian Studies, 17).